# 陽川区庁駅
陽川区庁駅（ヤンチョングチョンえき）は。大韓民国ソウル特別市陽川区新亭7洞にあるソウル交通公社2号線（新亭支線）の駅である。駅番号は234-2。

## 歴史
- 1992年5月22日 - ソウル特別市地下鉄公社（当時）2号線の駅として開業。開業当初は終着駅[1]。
- 1996年2月29日 - 延伸開業に伴い途中駅になる[2]。
- 2005年1月1日 - ソウル特別市地下鉄公社がソウルメトロに改称。
- 2017年5月31日 - ソウルメトロとソウル特別市都市鉄道公社が統合され、ソウル交通公社の駅となる[3]。

## 駅構造

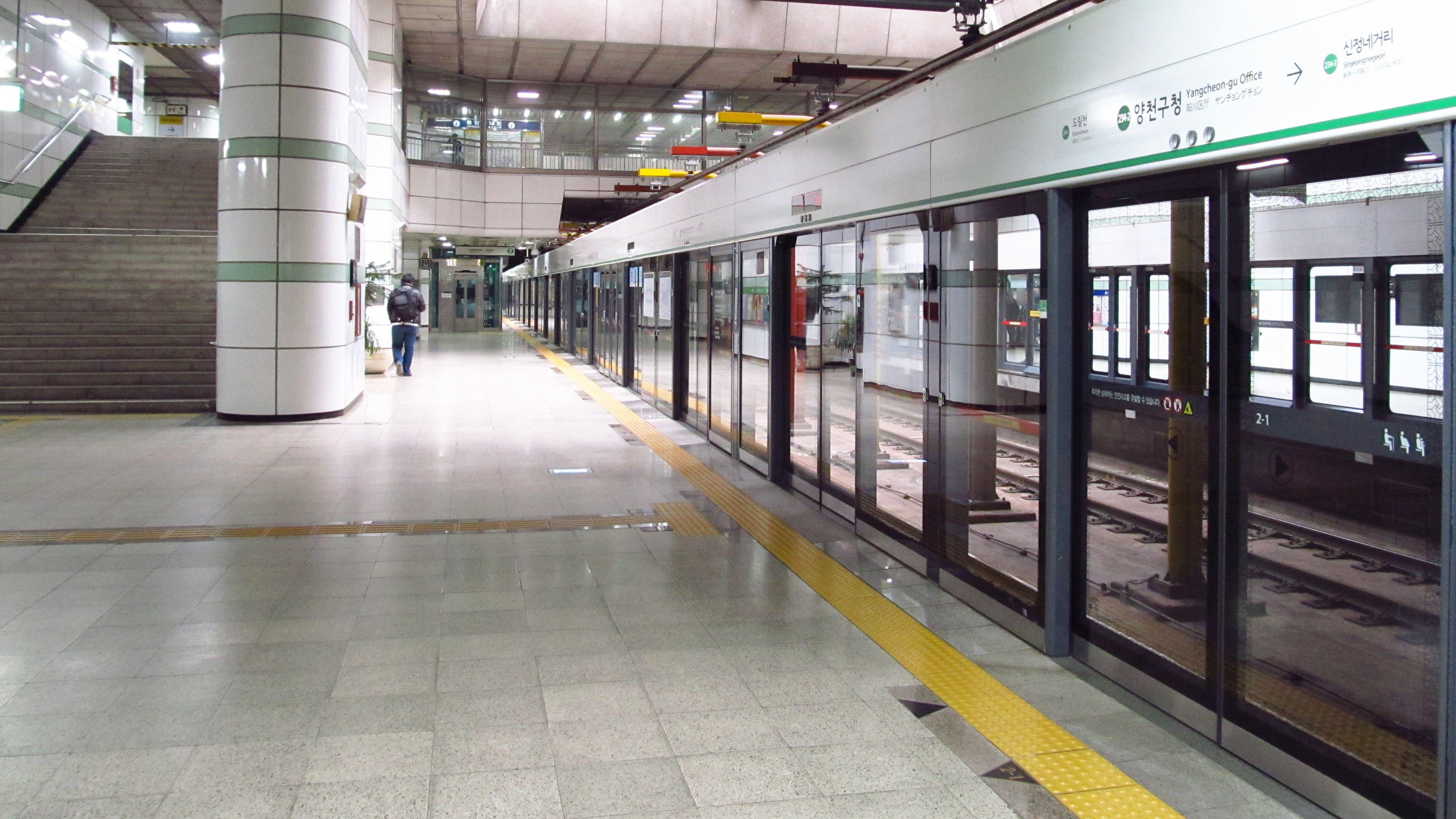
カチ山方面ホーム

相対式ホーム2面2線の地下駅。コンコース階とホーム階の一部に吹き抜けが設置されている。

### のりば
案内上ののりば番号は設定されていない。
| 上り | 2号線 | 新道林方面 |
| 下り | 2号線 | カチ山方面 |

## 利用状況
近年の一日平均利用人員推移は下記のとおり。
| 路線  | 路線     | 2000年 | 2001年 | 2002年 | 2003年 | 2004年 | 2005年 | 2006年 | 2007年 | 2008年 | 2009年 | 出典  |
| ----- | -------- | ------ | ------ | ------ | ------ | ------ | ------ | ------ | ------ | ------ | ------ | ----- |
| 2号線 | 乗車人員 | 8,416  | 8,848  | 9,189  | 9,038  | 8,932  | 8,849  | 8,631  | 8,289  | 8,300  | 8,315  | [ 4 ] |
| 2号線 | 降車人員 | 8,392  | 8,736  | 9,176  | 9,140  | 9,041  | 8,919  | 8,831  | 8,523  | 8,551  | 8,617  | [ 4 ] |
| 2号線 | 乗降人員 | 16,808 | 17,584 | 18,365 | 18,178 | 17,972 | 17,767 | 17,462 | 16,812 | 16,851 | 16,931 | [ 4 ] |
| 路線  | 路線     | 2010年 | 2011年 | 2012年 | 2013年 | 2014年 | 2015年 |        |        |        |        | [ 4 ] |
| 2号線 | 乗車人員 | 8,227  | 8,102  | 7,932  | 7,847  | 7,621  | 7,478  |        |        |        |        | [ 4 ] |
| 2号線 | 降車人員 | 8,606  | 8,537  | 8,382  | 8,349  | 8,073  | 7,823  |        |        |        |        | [ 4 ] |
| 2号線 | 乗降人員 | 16,833 | 16,639 | 16,314 | 16,196 | 15,694 | 15,301 |        |        |        |        | [ 4 ] |

## 駅周辺
- 陽川区庁
- 陽川区保健所
- ソウル陽川警察署
- ソウル葛山初等学校（朝鮮語版）
- 新亭6洞住民センター
- 新亭7洞住民センター
- 鳳永女子中学校（朝鮮語版）
- 木洞高等学校（朝鮮語版）
- ソウル桂南初等学校（朝鮮語版）
- ソウル交通公社新亭車両事業所（朝鮮語版）
- ソウル出入国管理事務所（朝鮮語版）

## 隣の駅
ソウル交通公社
 2号線（新亭支線）
道林川駅 (234-1) - 陽川区庁駅 (234-2) - 新亭ネゴリ駅 (234-3)